# 大西洋潮流

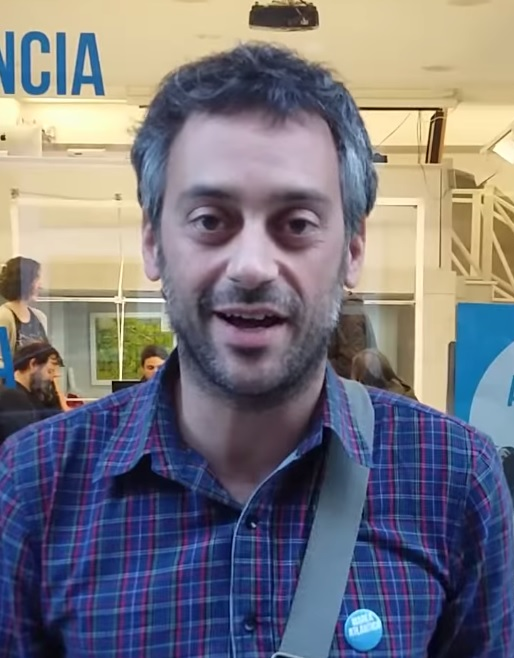
徐利奥·费雷罗

大西洋潮流是西班牙西北部城市拉科鲁尼亚的部分政治活动家为应对2015年5月市政选举，在2014年7月成立的一个左派市民政治运动团体。

## 历史
该组织在2014年7月22日成立后，得到了革新-民族主义兄弟会、联合左翼、我们能、生态、加利西亚生态社会主义空间等政党的支持。2014年9月26日，该党宣布参加2015年大选，获得了约两千五百人的签名支持。拉科鲁尼亚大学法学院教授徐利奥·费雷罗被选为领导人。
在2015年市政选举中，该党以36842票（30.89%）获得10个席位，以4票的优势超越人民党成为第一大党。党首徐利奥·费雷罗成功当选拉科鲁尼亚市长。2019年市政選舉中，该党仅获得6个议席。加利西亚社会主义者党的伊内斯·雷伊成为新任市长

## 选举表现
| 拉科鲁尼亚市政選舉 |        |      |       |         |
| 选举年份           | 总票数 | 排名 | %     | 议席数  |
| 2015年             | 36842  | #1   | 30.89 | 10 / 27 |
| 2019年             | 25290  | #3   | 20.23 | 6 / 27  |